# 조은석
조은석(曺垠奭, 1965년 5월 21일~)은 대한민국의 검사 출신 변호사이다. 전라남도 장성군 출신이며, 감사원의 감사위원으로 활동하였다. 

## 생애
1965년 전라남도 장성군에서 태어나 광덕고등학교를 졸업하며 학업을 마쳤다. 이후 고려대학교 법과대학 법학과에 진학하여 1988년 법학 학사 학위를 취득했다. 1987년 제29회 사법시험에 합격하여 법조인의 길을 걷게 되었으며, 1990년 사법연수원을 제19기로 수료했다.  사법연수원 수료 후 1990년 5월부터 1993년 2월까지 육군 법무관으로 복무하며 육군 중위로 전역했다. 
그는 검사로서 오랜 경력을 쌓았으며, 서울고등검찰청 검사장를 역임한 후 감사위원으로 임명되었다. 
2025년 2월 4일 서울특별시 서초구 서초중앙로 15에 "조은석 변호사 사무실"(상표: 변호사조은석법률사무소)을 개업해 대표자로 있다.
2025년 6월 12일 "윤석열 전 대통령 등에 의한 내란ㆍ외환 행위의 진상규명을 위한 특별검사"로 임명되었다.

## 경력
- 1987. 10. 제29회 사법시험 합격
- 1990: 제19기 사법연수원 수료
- 1990. 5. 육군 법무관
- 1993. 3. 수원지방검찰청 성남지청 검사
- 2003. 3.~2005. 4. 대검찰청 중앙수사부 검찰연구관(공적자금단속반 주임검사)
- 2005. 4.~2006. 2. 울산지방검찰청 형사1부 부장검사
- 2011. 9.~2012. 7. 광주지방검찰청 순천지청 지청장
- 2012. 7.~2013. 4. 법무연수원 연구위원(차장검사급)
- 2013. 4.~2013. 12. 서울고등검찰청 형사부 부장검사(검사장)
- 2013. 12.~2015. 2. 대검찰청 형사부 부장검사
- 2015. 2.~2015. 12. 청주지방검찰청 검사장
- 2015. 12.~2017. 7. 사법연수원 부원장
- 2017. 8.~2018. 6. 제49대 서울고등검찰청 검사장
- 2018. 6.~2019. 7. 제43대 법무연수원장
- 조은석법률사무소 변호사
- 2021. 1.~2025. 1. 감사원 감사위원
- 2024. 12. 5.~2025. 1. 17. 감사원장 직무대행
- 2025.6~  윤석열 전 대통령 등에 의한 내란ㆍ외환 행위의 진상규명을 위한 특별검사